# Georg-Melches-Stadion
Het Georg-Melches-Stadion was een voetbalstadion in Essen, Duitsland. Het was van 1923 tot 2012 de thuisbasis van de voetbalclub Rot-Weiss Essen. In 1923 werd het Stadion Phönixstrasse op het terrein van het latere Georg Melches Stadion gebouwd. In 1939 werd op diezelfde locatie een nieuw stadion gebouwd, dat Stadion an der Hafenstraße heette. In 1964 werd het stadion hernoemd naar het Georg-Melches-Stadion, naar de medeoprichter van de club die een jaar eerder overleden was. Op 21 mei 2012 werd het stadion afgebroken.

## Stadion Phönixstrasse
In 1923 kocht een van de voorgangers van Rot-Weiss Essen een stuk grond aan de Phönixstrasse, dat later hernoemd zou worden naar de Hafenstrasse. Door een foutieve berekening werd 30 meter land te weinig gekocht, waardoor op een kleiner speelveld gespeeld werd. In de jaren daarop werd het ontbrekende stuk land aangekocht en werden de eerste aarden wallen gebouwd, die dienstdeden als tribunes. Het Stadion Phönixstrasse had een capaciteit van 10.000 mensen.

## De bouw van het Georg Melches Stadion
In de jaren daarop maakte Rot-Weiss Essen een sportieve opmars en de club trok een hoog aantal toeschouwers. Door de toenemende populariteit en de promotie naar de Gauliga, werd in 1939 een nieuw stadion gebouwd, dat een capaciteit van 25.000 staanplaatsen en 1.500 zitplaatsen had. 30.000 mensen zagen de openingswedstrijd tegen aartsrivaal Schalke 04 met 1-5 verloren gaan. Tijdens de Tweede Wereldoorlog werd het stadion door de geallieerde bombardementen zwaar beschadigd en in 1948 werd het stadion hersteld.
Door het winnen van de Duitse beker in 1952 en het Duitse kampioenschap van 1954, won de club aan populariteit en begin jaren ’50 werden de eerste plannen voor de uitbreiding van het stadion gemaakt. Bestuurslid Georg Melches had een ambitieus idee: De houten eretribune zou afgebroken worden en op die plaats zou een multifunctionele betonnen eretribune gebouwd worden. Onder de eretribune zou een gezondheidscentrum, sauna’s, kantoren, woningen, receptiezalen en een sporthal gebouwd worden. Het multifunctionele karakter van de tribune was voor die tijd een revolutie op het Europese vasteland. Na de oplevering van de tribune kwamen de kranten superlatieven tekort. Melches werd een visionair genoemd het stadion van Rot Weiss Essen werd zelfs het Highbury van Duitsland bestempeld, naar het voorbeeld van het vroegere multifunctionele stadion van Arsenal. In augustus 1956 nam Rot-Weiss Essen de eerste lichtinstallatie in West-Duitsland in gebruik en het stadion was daarmee over de Duitse landsgrenzen het voorbeeld van een multifunctioneel stadion.
De ingebruikname van de lichtinstallatie was het laatste meesterwerk van de inmiddels 63-jarige Melches, die vanwege gezondheidsredenen een stap terug moest doen bij Rot-Weiss Essen. In 1963 overleed Melches en in 1964 hernoemde Rot-Weiss Essen het stadion naar het Georg Melches Stadion.

## Renovaties en sloop
Na de dood van Melches ging het bergafwaarts met Rot-Weiss Essen. Het geld van de club was aangewend om het stadion een multifunctioneel en vooruitstrevend karakter te geven. Rot-Weiss Essen had echter geen geld meer dit in de sportieve ambities te investeren. Tot overmaat van ramp zagen de stad Essen en de club het Wereldkampioenschap Voetbal van 1974 aan zich voorbij gaan. Voor dit WK werden in Gelsenkirchen en Dortmund nieuwere en modernere stadions gebouwd. De club besloot nog wel de staantribune op de lange zijde te overdekken, maar deze operatie drukte de club alleen maar dieper in de schulden. In 1977 degradeerde Rot-Weiss Essen uit de hoogste voetbalklasse, om in 2011 zelfs op het vijfde niveau in Duitsland uit te komen. Om de financiële problemen het hoofd te bieden, verkocht de club in 1979 het stadion aan de stad Essen.
Essen investeerde minimaal in het stadion, waardoor het bouwvallig werd. In 1994 was een van de tribunes dusdanig onveilig geworden, dat Essen deze tribune sloopte. De capaciteit werd vanwege veiligheidsredenen teruggebracht naar 15.000 mensen. In 2010 besloten Essen, Rot-Weiss Essen en een groep investeerders om een nieuw stadion te bouwen, 100 meter van het Georg Melches Stadion. Tijdens de bouw werd de staantribune aan de lange zijde zelfs voor de helft gesloopt, om de bouw van het nieuwe stadion mogelijk te maken. Rot-Weiss Essen speelde een seizoen in een stadion met 2,5 tribunes. De laatste competitiewedstrijd in het Georg Melches stadion was op 19 mei tegen Fortuna Köln en een dag later nog een wedstrijd gespeeld tegen een Allstar-elftal van de club. Op 21 mei ging het Georg Melches Stadion tegen de vlakte en enkele maanden later werd het nieuwe Stadion Essen geopend.